# Civitas Schinesghe
Civitas Schinesghe är det äldsta nedtecknade namnet på en tidig medeltida polsk statsbildning som finns dokumenterad kring år 991-992.
Det polska riket tycks i sin begynnelse ha uppstått genom en sammanslutning av flera västslaviska stammar på de
fruktbara slätterna mellan Warta, Noteć och Wisła. Enligt sagan var bonden Piast dessa stammars förste gemensamme behärskare och
tillika stamfader för Polens äldsta nationella fursteätt. Dennes ättling i fjärde led var Mieszko (Mieczyslaw), med vilken polska rikets historia egentligen början. Han tvingades av markgreven Gero I att erkänna den tyske kejsarens, Otto I:s, överhöghet (963), och han förmåddes 966 av sin gemål, en böhmisk furstedotter, att omfatta den romerskkatolska kristendomen,
vilken genom tyska missionärers predikan och efter många strider till sist blev Polens härskande religion. Redan under Mieszkos dagar inrättades det första biskopsdömet, i Poznań.
När Mieszkos son Boleslav I av Polen antog kungatiteln strax före sin död uppstod Kungariket Polen.